# Войкова
Войкова (пол. Wojkowa) — село в Польщі, на Лемківщині, у гміні Мушина Новосондецького повіту Малопольського воєводства.
Населення — 233 особи (2011).

## Розташування
Село розміщене на кордоні зі Словаччиною — на схід лежить село Снаків Пряшівського краю Бардіївського округу. На південь розташоване село Дубне, на захід — Поворазник, на північ — Тилич. Розташоване на території Попрадського ландшафтного парку.

## Історія

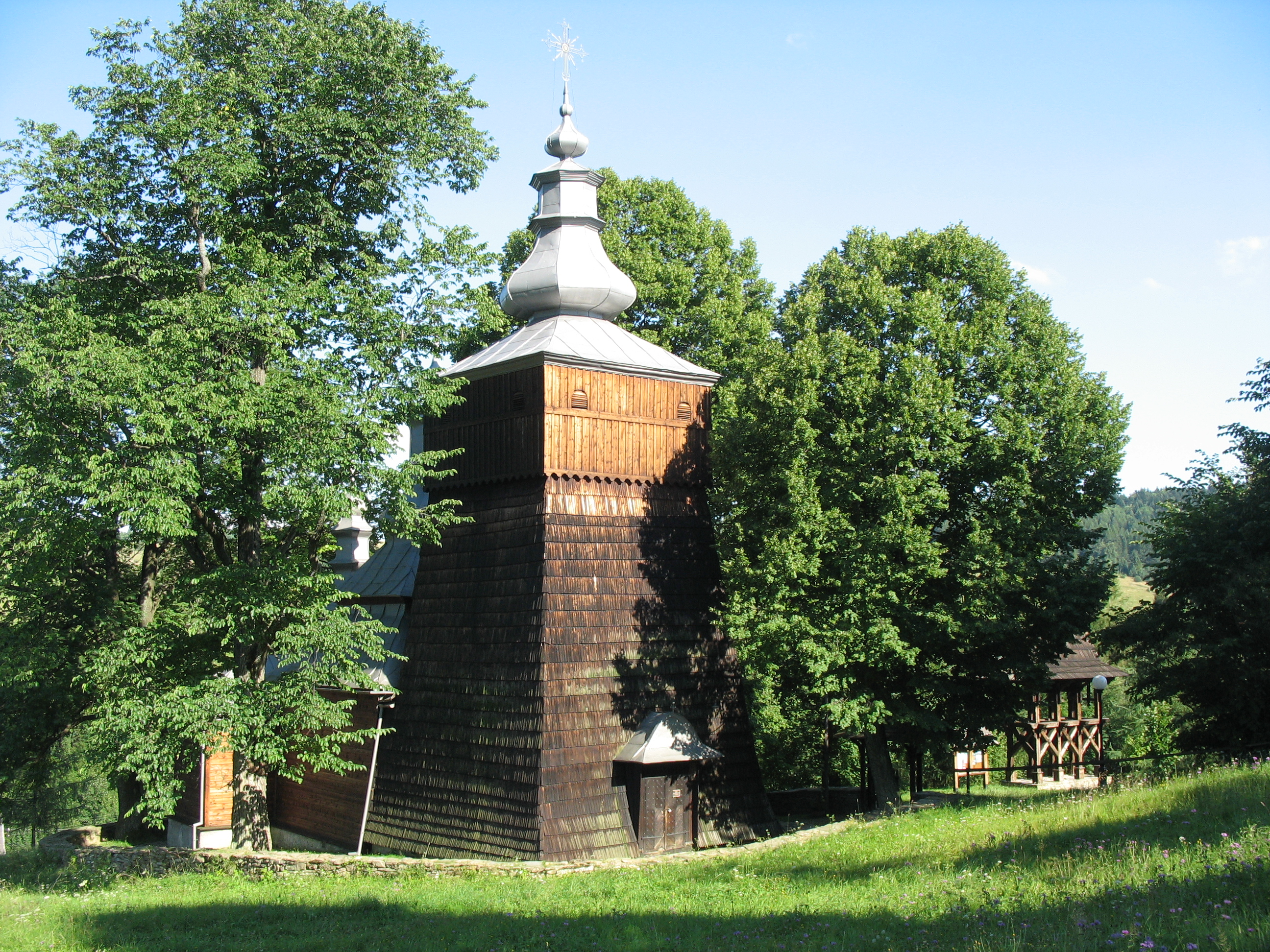
Церква

Село Войкова було брутально закріпачене в 1595 році Хомою з Поворазника за мандатом кардинала Єжи Радзивіла, виділявся лан на утримання пароха, селян зобов'язано возити вино й інші товари для єпископського двору з Угорщини. Селяни займалися скотарством і землеробством, виробляли поташ і деревне вугілля для гут, у селі були млин, сукнярня, тартак і корчма. До 1781 року село належало до маєтностей краківських єпископів, далі — австрійського цісаря, а з 1813 року — до приватної власності.
З початку ХХ ст.в селі діяли москвофільські школа і читальня імені Качковського.
З листопада 1918 по січень 1920 село входило до складу Лемківської Республіки.
До середини XX ст. в регіоні переважало лемківське населення. У 1939 році з 490 жителів села — 470 українців і 20 поляків (прикордонна сторожа). До 1945 р. в селі була греко-католицька парафія Мушинського деканату, метрики велися з 1784 р.
Після Другої світової війни Лемківщина, попри сподівання лемків на входження в УРСР, була віддана Польщі, а корінне українське населення примусово-добровільно вивозилося в СРСР. Згодом, у період між 1945 і 1947 роками, у цьому районі тривала боротьба між підрозділами УПА та радянським військами. Ті, хто вижив, 1947 року під час Операції «Вісла» були ув'язнені в концтаборі Явожно або депортовані на понімецькі землі Польщі.
У 1975-1998 роках село належало до Новосондецького воєводства.

## Пам'ятки
- У селі збереглася церква святих Кузьми і Дем'яна з 1792 року з іконостасом з того ж року, після 1947 року перетворена на костел (збудована на місці згорілої попередньої).
- Поруч розміщені старий і новий цвинтарі зі старими хрестами й надгробками.
- Збережені лемківські хати, комори, каплички і кам'яні хрести  XVI-XX ст.

## Демографія
Демографічна структура станом на 31 березня 2011 року:
|          | Загалом | Допрацездатний вік | Працездатний вік | Постпрацездатний вік |
| -------- | ------- | ------------------ | ---------------- | -------------------- |
| Чоловіки | 121     | 45                 | 68               | 8                    |
| Жінки    | 112     | 39                 | 59               | 14                   |
| Разом    | 233     | 84                 | 127              | 22                   |